# Agrippas termer
Agrippas termer (latin Thermae Agrippae) var en badanläggning i distriktet Campo Marzio i Rom, uppförd av Marcus Vipsanius Agrippa år 12 f.Kr. Termerna, som var belägna norr om dagens Largo di Torre Argentina, försågs med vatten från Aqua Virgo.
Agrippas termer var Roms första offentliga badhus. Termerna eldhärjades år 80 e.Kr., men de byggdes upp igen. En restaurering företogs år 344–345 e.Kr. En inskription, som hugfäster minnet av denna, påträffades i närheten av kyrkan Santa Maria in Monterone.